# Synecdoche constellata
Synecdoche constellata är en insektsart som först beskrevs av Ball 1933.  Synecdoche constellata ingår i släktet Synecdoche och familjen vedstritar. Inga underarter finns listade i Catalogue of Life.